# Miguelturra
Miguelturra es un municipio español de la provincia de Ciudad Real, en la comunidad autónoma de Castilla-La Mancha, ubicado dentro de la región natural de La Mancha, dentro de la comarca del Campo de Calatrava.

## Geografía
El término municipal está dividido en dos, el que rodea al pueblo y el territorio separado de Peralvillo, situado al norte. Forma parte de la histórica comarca del Campo de Calatrava, que forma parte de La Mancha. El municipio está atravesado por la autovía del Guadiana A-43, que une Ciudad Real con Tomelloso, además de por la carretera N-420 entre los pK 201 y 203, en un trayecto compartido con la N-430, por la carretera N-401 entre los pK 176 y 178, en el exclave de Peralvillo, por la autovía autonómica CM-45, que une Ciudad Real con Almagro, junto con la alternativa convencional CM-412, y por por la carretera CM-4127, que sirve de conexión con la CM-45. El relieve del término municipal que rodea al pueblo es llano, con pequeñas elevaciones, pero típicamente manchego, mientras que el que rodea a Peralvillo es montañoso hacia el oeste (Sierra de Casalobos) y está ocupado en parte por el embalse del Vicario, que recoge las aguas del río Guadiana antes de girar hacia el sur. 
El municipio, que se alza a 628 metros sobre el nivel del mar, se sitúa a escasos 6 kilómetros del centro de la capital provincial, mientras que Peralvillo está a unos 12 kilómetros.
| Noroeste: Ciudad Real | Norte: Carrión de Calatrava            | Nordeste: Carrión de Calatrava |
| Oeste: Ciudad Real    |                                        | Este: Almagro                  |
| Suroeste: Ciudad Real | Sur: Pozuelo de Calatrava, Ciudad Real | Sureste: Pozuelo de Calatrava  |

El exclave de Peralvillo limita al norte con Fernán Caballero, al sur con Ciudad Real, al este con Carrión de Calatrava y al oeste con Picón. 

### Parques y jardines
La localidad cuenta con una gran cantidad de zonas verdes repartidas por todo el casco urbano, sobre todo los situados en la periferia. Destacan:
- Plaza de la Constitución: en ella se levanta la parroquia de Nuestra Señora de la Asunción y representa el centro neurálgico de la población.
- Plaza del Cristo: constituidos por unos jardines, se encuentran bajo los pies de la ermita del Cristo.
- Plaza de la Virgen: formada por jardines con palmeras, da cobijo a los numerosos actos de las fiestas patronales.
- Parque Doctor Fleming: es un parque urbano de mediados del siglo XX con una gran cantidad de olmos, alguno de los cuales se trajeron del antiguo cementerio. Sus jardines fueron diseñados por un técnico traído de los viveros de Aranjuez. Recientemente su imagen fue lavada pasando a ser desgraciadamente plaza para la realización de todo tipo de actos.
- Parque Rivas Moreno: es un bello parque periférico situado al lado de la plaza de la Virgen. En él destacan, además de sus jardines, sus canales con agua las cuales emergen gracias a unas norias.

### Parajes
Miguelturra se halla dividido en dos partes separadas; la parte sur donde se encuentra el centro urbano y la parte norte donde se halla la aldea de Peralvillo. En el sur predominan las zonas llanas de cultivo de cereal y alguna que otra extensión de regadío. Sobre esta llanura emergen algunos antiguos conos volcánicos, como cabezo Jimeno o cabezo Aljibe, fruto de las explosiones piroclásticas. Existen además sierras, muchas de ellas peladas, que se reparten por el vasto territorio como la de San Isidro y otras con mucha más riqueza faunística y vegetal como Sierra Lucía que se encuentra colindando junto al límite de Carrión de Calatrava. La parte norte, donde se halla Peralvillo, es mucho más accidentado y además húmedo, pues numerosos son los arroyos y riachuelos que emergen de sus sierras, cuyas cotas superan los 850 metros como la de Gatos con 900 metros sobre el nivel del mar. Además, separando los municipios de Peralvillo y Miguelturra, encontramos al río Guadiana cuya agua desemboca en el embalse del Vicario al cual también vierten sus aguas el río Bañuelos.

## Demografía
Miguelturra cuenta con una población de 15 834 habitantes (INE 2024).
| Gráfica de evolución demográfica de Miguelturra entre 1842 y 2021                                                   |
| |
| Población de derecho según los censos de población del INE Población de hecho según los censos de población del INE |

El término municipal comprende una superficie de 118,37 km² divididos entre el término principal y el territorio separado de Peralvillo. La población de Miguelturra es de 15 498 habitantes (INE 2020).
En la actualidad, Miguelturra y Ciudad Real forman una conurbación agrupando entre ambas a cerca de 100 000 habitantes separadas ambas ciudades por escasos metros.

## Historia

### Edad Media
Miguelturra, recibió la «Carta Puebla», desaparecida hace siglos, en 1230 del Maestre de la Orden de Calatrava Martín Ruiz o Martín Rodríguez según las fuentes, décimo Maestre de Calatrava (1238-1240). Los orígenes de la población, como tantos otros lugares de la provincia, están bastante difusos y se remontan a la repoblación afrontada con motivo de la recuperación del territorio tras las Navas de Tolosa (1212), aunque el lugar ya presentaba un pequeño poblamiento anterior al 1182 como afirma Ocaña Barba, que incluso llegó a refugiarse en el Castillo de Calatrava la Vieja, ante la ofensiva almohade. De los posibles asentamientos anteriores a esta época apenas tenemos vestigios; solo la constancia de poblamientos primitivos, basada en los restos líticos encontrados en el término, pero hasta la actualidad muy poco investigados y menos documentados y de asentamientos romanos y árabes que presentan, hoy por hoy, igual precariedad documental. Algunas fuentes identifican Miguelturra con la Aquilice romana, como refleja Mariano Mondéjar Soto en su libro Miguelturra: Historia y Tradición, pero hasta el momento esta afirmación es una teoría a demostrar. Parece más que probable la ocupación de la localidad por parte de los árabes, antes de la reconquista de este territorio, como vendrían a demostrar algunos restos de cerámica árabe encontrados en los alrededores de la iglesia del Cristo de la Misericordia y la denominación tradicional, que aún pervive, de una zona de la población: El Serrallo.
Durante la Baja Edad Media, Miguelturra fue una de las protagonistas del enfrentamiento continuo entre la Corona de Castilla y la Orden de Calatrava. Esta recelaba de la presencia de Ciudad Real (bajo exclusiva dirección del rey y a escasa distancia de Miguelturra) en medio de sus dominios feudales propios, por lo que no fueron pocas las escaramuzas entre los caballeros de la Orden y las autoridades de la ciudad. En el curso de esta rivalidad, los calatravos trataron de favorecer comercialmente a Miguelturra con el fin de hundir la economía de su cercana rival. Los enfrentamientos llegaron a su punto culminante durante la crisis del siglo XIV, en la que los ciudarrealeños (apodados culipardos por el color de su uniforme) entraron en Miguelturra y la incendiaron hasta en siete ocasiones. La escaramuza más cruenta fue quizá la llamada batalla de Malas Tardes, durante el reinado de Alfonso XI en la primera mitad de dicho siglo. De estas quemas sucesivas deriva el propio nombre de la localidad, pues se le puso el apodo de Miguel Turrado, 'Miguel Quemado', el cual daría lugar a Miguelturra.

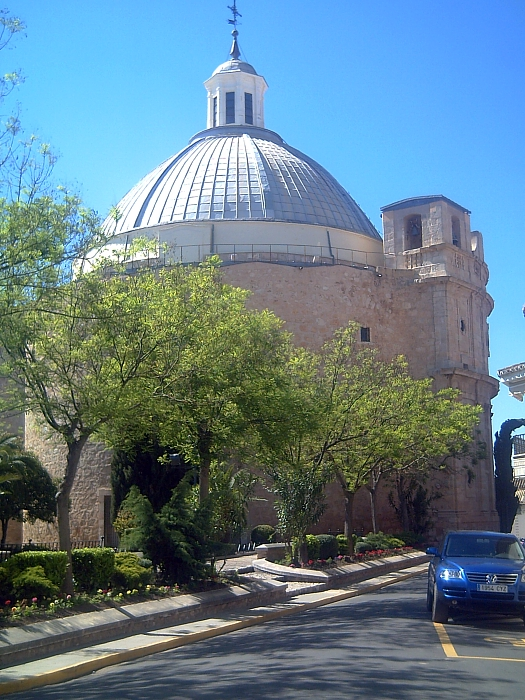
Ermita del Santísimo Cristo de la Misericordia, popularmente llamada «la torre gorda»

### Edad Contemporánea
Tras la Guerra de la Independencia, en la que los miguelturreños participaron en el ejército de La Mancha, la localidad ya contaba con un importante volumen de población que, con ligeros movimientos, se ha mantenido hasta la explosión demográfica de los últimos años. En los últimos meses de 1835, finalizó una etapa fundamental en la historia de esta población y se inició otra nueva. La Orden de Calatrava, junto al resto de órdenes religiosas, a excepción de las consagradas a la asistencia de enfermos, enseñanza de niños pobres y alguna más, fue abolida en esta fecha por decreto y Miguelturra quedó huérfana de los que controlaron sus designios durante seis siglos.
Miguelturra fue, junto con los pueblos también ciudarrealeños de Almagro y Porzuna, uno de los principales baluartes del legitimismo carlista en La Mancha y tuvo una importante participación en todas las guerras carlistas a través de la formación, abastecimiento y protección de partidas de guerrilleros de esta ideología. En la segunda se destacó por sus excesos el miguelturreño Miguel Sobrino, el «Frailero», en los primeros meses de 1849. Pero la mayor intervención fue en la Tercera, en la que Ramón Martín, alias «Monchito», José Nieto Ruiz, alias «Medalla» y Manuel Navarro, todos ellos vecinos de Miguelturra, se lanzaron a combatir en 1872; en junio se les unían los cabecillas, también naturales de Miguelturra, Manuel Corral, alias «Polilla» y José Fernández, alías «Rondín», que cometían pequeños robos para subsistir y poder formar a sus hombres. En Miguelturra pereció el cabecilla carlista Feo de Cariño el 9 de septiembre de 1873; la última actuación de estas partidas fue la dirigida por Santiago Muñoz, alias «Tiraguillo», también natural de Miguelturra, quien, aunque se había acogido al indulto, volvía de nuevo a actuar robando varias caballerías.
En las elecciones de 1979 llegó a la alcaldía de esta ciudad manchega Román Rivero, que fue alcalde hasta 2015, después le siguió en el cargo Victoria Sobrino, después de las elecciones locales del año 2019 Laura Arriaga Notario y tras los comicios del año 2023 el actual alcalde es Luis Ramón Mohíno López

## Símbolos
Las armas de Miguelturra son de origen muy antiguo. Debieron de realizarse al tiempo de la fundación del pueblo, teniendo como motivo de referencia las armas de Calatrava, bajo cuyo gobierno permaneció esta localidad seis siglos.

### Escudo
En campo de metal plata (blanco) aparece la Cruz de Calatrava floronada, pues sus brazos rematan en flores de lis, de gules (rojo). Muestra bordura, cinta o pieza que sobresale bordeando el campo con líneas de límite paralelas a las de este, de azur (azul).
La bordura aparece cargada de ocho estrellas de oro, recompensa obtenida por el ejemplar comportamiento de los miguelturreños que combatieron en la batalla del Salado, 30 de octubre de 1340, junto a Alfonso XI que al tiempo otorgó a Miguelturra el dictado de Lealtad.
En la guerra de Sucesión, permaneció leal al rey Felipe V de España, por lo que obtuvo del monarca el título de Fiel y además fue incluida en el catálogo de pueblos leales en 1717.
Al timbre (sobre el escudo, como ornamento) tiene la corona real abierta.

### Bandera
Sobre fondo blanco porta en su centro el escudo, con igual configuración antes descrita.

### Himno
En Miguelturra se carece de un himno oficial que sea abanderado, junto con enseñas y distintivos locales, pero el clamor popular marca su propio himno junto al cual se congrega todo el pueblo, el himno a su patrona la Virgen de la Estrella.
La letra de este himno la escribió el hijo del pueblo Mariano Mondéjar Soto, la música es de Juan Miguel Villar y los arreglos para la banda de música son del exdirector Román González Martínez.
Himno a Ntra. Sra. de la Estrella
Cantemos, cantemos

cual hijos amantes

a nuestra Patrona

de la Estrella, Madre.

Reina y Madre de los corazones,

Miguelturra te aclama triunfal;

sednos siempre la brújula y norte

que nos marque la ruta inmortal.

Como Estrella, queremos pedirte

de tus rayos la luz y el calor

y en las horas amargas y tristes

de tu pueblo no falte tu amor.

Salve, salve Virgen de la Estrella,

hoy venimos tu fe a pregonar,

seguiremos constantes tus huellas

de virtud y de amor singular.

Cantemos, cantemos

cual hijos amantes

a nuestra Patrona

de la Estrella, Madre.

## Administración y política
| Periodo   | Nombre                  | Partido | Partido                                  |
| --------- | ----------------------- | ------- | ---------------------------------------- |
| 1979-2015 | Román Rivero            |         | Partido Socialista Obrero Español (PSOE) |
| 2015-2019 | Victoria Sobrino        |         | Partido Socialista Obrero Español (PSOE) |
| 2019-2023 | Laura Arriaga Notario   |         | Partido Socialista Obrero Español (PSOE) |
| 2023-act. | Luis Ramón Mohíno López |         | Partido Popular (PP)                     |

| Partido político                         | 2023  | 2023  | 2023       | 2019  | 2019  | 2019       | 2015  | 2015  | 2015       | 2011  | 2011  | 2011       | 2007  | 2007  | 2007       |
| Partido político                         | %     | Votos | Concejales | %     | Votos | Concejales | %     | Votos | Concejales | %     | Votos | Concejales | %     | Votos | Concejales |
| Partido Popular (PP)                     | 34,46 | 2789  | 6          | 30,42 | 2278  | 5          | 29,61 | 2295  | 5          | 42,26 | 3254  | 7          | 32,93 | 2041  | 6          |
| Partido Socialista Obrero Español (PSOE) | 31,13 | 2520  | 5          | 41,55 | 3112  | 7          | 45,60 | 3534  | 8          | 43,68 | 3363  | 8          | 58,62 | 3633  | 10         |
| Podemos-Izquierda Unida (IU)             | 16,29 | 1319  | 3          | 15,70 | 1176  | 3          | 15,90 | 1232  | 3          | –     | –     | –          | –     | –     | –          |
| Vox                                      | 10,88 | 881   | 2          | –     | –     | –          | –     | –     | –          | –     | –     | –          | –     | –     | –          |
| Dignidad Ciudadana (DCM)                 | 5,30  | 429   | 1          | –     | –     | –          | –     | –     | –          | –     | –     | –          | –     | –     | –          |
| Ciudadanos (CS)                          | –     | –     | –          | 11,09 | 831   | 2          | 7,39  | 573   | 1          | –     | –     | –          | –     | –     | –          |
| Izquierda Unida (IU)                     | –     | –     | –          | –     | –     | –          | –     | –     | –          | 11,68 | 899   | 2          | 6,50  | 403   | 1          |

## Cultura

### Fiestas
En Miguelturra hay una rica tradición cultural que toma forma en las fiestas y celebraciones, que se suceden a lo largo de todo el año:
- Carnaval: Miguelturra cuenta también con los que se consideran los mejores carnavales de Castilla-La Mancha: declarados de Interés Turístico Regional el 1 de marzo en 1983 y declarados de Interés Turístico Nacional el 8 de febrero de 2018, tienen su manifestación más importante el martes de Carnaval donde miles de personas de toda España acuden a sus calles, parques y Palacio del Carnaval C.E.R.E.
- San Isidro en mayo, romería que se hace en el domingo más cercano al día 15, donde el pueblo se reúne en la colina del mismo nombre de fiesta.
- Las Hogueras (noche del 7 al 8 de diciembre) (Purísima Concepción), festividad en la que se encienden numerosas hogueras por las calles, donde la gente se reúne para beber y comer. Es tradición visitar otras hogueras por el pueblo. La más importante se celebra en la plaza de la Virgen de la Estrella.
- Fiestas patronales del 7 al 15 de septiembre en honor a Ntra. Sra. de la Estrella, patrona de Miguelturra. El día 7 empiezan las fiestas con la ofrenda a la Virgen. Al día siguiente, día 8, es el día grande del pueblo, el día de la Patrona. Durante la semana se desarrollan diferentes actos festivos, y concluyen el día 15 con la octava y fuegos artificiales que anuncian el fin de fiestas.
- Fiestas de mayo el domingo siguiente del día 3 de mayo en honor del patrón del pueblo, el Stmo. Cristo de la Misericordia.
- San Antón en enero, se enciende una hoguera en la plazoleta el día anterior a la procesión y al día siguiente se realiza la procesión con el santo y los animales.
- San Cristóbal el 2º domingo de julio, con procesión de coches y camiones junto al santo.
- Festejos del Barrio Oriente, Virgen de la Salud que tienen lugar en la 3ª semana de julio.
- Virgen Blanca: a primeros agosto en Peralvillo.
- San Marcos: en abril en Peralvillo.

### Música
La actividad musical en Miguelturra está presente en diferentes ámbitos sociales. La Banda Sinfónica Municipal de Música lleva más de una década en activo tras su vuelta a la actividad, celebrando este aniversario en 2019. Miguelturra cuenta con gran cantidad de músicos y bandas locales de diversos estilos. 
El Muxismo Rock es el festival local de música en directo con mayor trayectoria, siendo uno de sus principales fines potenciar jóvenes grupos musicales de esta localidad. En el año 2019 celebró su XV edición, contando durante todos estos años con grupos de referencia a nivel español como La Raíz (banda), Soziedad Alkoholika, Canteca de Macao, Boikot, Eskorzo o Trashtucada. 
La Escuela Municipal de Música y Danza de Miguelturra tiene una amplia trayectoria y es una de las que más estudiantes tiene en toda la zona manchega. También hay numerosas asociaciones flamencas, siendo éstas de gran arraigo popular, y se celebra el certamen de flamenco Villa de Miguelturra en la semana de ferias de septiembre en honor a la Stma. Virgen de la Estrella, en la plazoleta de su mismo nombre. Además, cuenta con una asociación de manchegas, la asociación de coros y danzas Nazarín, que cuenta con una escuela de jóvenes y niños de entre 4 y 16 años en la universidad popular del pueblo.

### Gastronomía

#### Almuerzo
- Moje (plato de invierno)
- Ajoblanco manchego
- Ajo patatas
- Migas del pastor
- Arroz con pollo

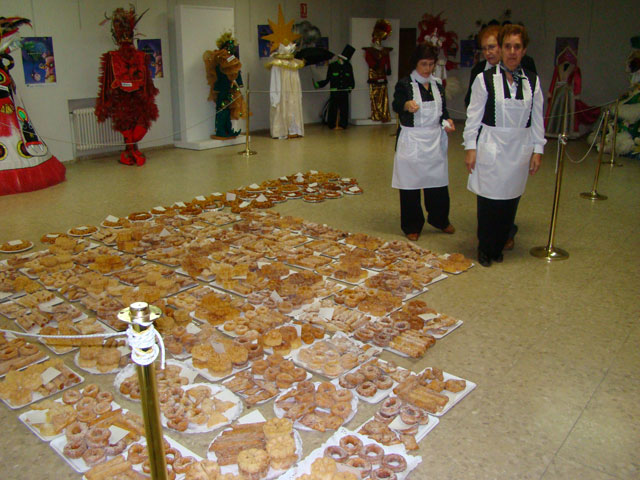
Fruta en sartén en el concurso del mismo nombre celebrado el Lunes de Carnaval

- Caldereta de cordero o de pierna de cordero
- Cocido manchego
- Conejo al ajillo
- Duelos y quebrantos
- Espárragos en salsa
- Espárragos con huevo
- Gachas de pitos
- Gachas manchegas
- Patatas asadas
- Perdices estofadas
- Pipirrana (ensalada, a base de tomate, cebolla y atún).
- Pisto manchego
- Pollo en salsa
- Revientalobos
- Picadillo
- Tiznao

#### Postres
- Arroz con leche
- Fruta en sartén: flores, borrachuelas, barquillos, etc.
- Natillas
- Tortas o "tortillas" de agua fría.

## Patrimonio

### Patrimonio religioso
- Iglesia de Nuestra Señora de la Asunción: data de los siglos XV al XVI del que se conserva un ábside de estilo gótico de transición al renacimiento. En el siglo XVIII se añade una bóveda de estilo barroco, una serie de capillas y el campanario, el cual sufriría más tarde varias reconstrucciones hasta el actual con cubierta de pizarra y chapitel. Dentro del templo podemos encontrar el retablo mayor datado a mediados del siglo XVI (el más antiguo de la provincia), además de otros retablos barrocos de gran belleza.
- Ermita del Santísimo Cristo: empezado a construir a finales del siglo XVIII y terminado en 1815, este templo neoclásico llama la atención por su forma circular. Destaca por encima de las demás casas del pueblo por su gran cúpula que sustituye a la original que fue demolida por peligro de derrumbe a principios del siglo XX. Está coronado por cimborrio y linterna y rematado por una bella veleta. En el interior existen cuatro capillas orientadas hacia los cuatro puntos cardinales con retablos de los siglos XIX y XX. Destaca también su retablo mayor con la imagen del Cristo que es paseado por el pueblo a primeros de mayo.
- Ermita-Convento de Nuestra Señora de la Estrella: levantada sobre la ermita románica de Santa Marina, es construida para desempeñar dos funciones; por un lado como lugar de oración para la comunidad eclesiástica que vivía al lado y por otro para guardar la imagen de la Virgen de la Estrella, que apareció a escasos metros de allí y fue proclamada en el siglo XV patrona de la villa. La iglesia al igual que el convento data de los siglos XVII y XVIII, de estilo renacentista-barroco. Destaca su cúpula con pechinas en las que están retratados en cada una de ellas los cuatro evangelistas. Como anécdota señalar que, pasado casi tres cuartos de siglo, siguen allí presentes los disparos del bando republicano el cual se apoderó del templo convirtiéndolo en almacén y destruyendo toda la imaginería existente. A los pies de la ermita está el retablo de mediados del siglo XX con una hornacina que da al camarín donde se guarda la imagen de la Santísima Virgen de la Estrella.
- Ermita de la Soledad: datada en el siglo XVII, probablemente como capilla anexa al antiguo cementerio, es de aspecto sencillo con contrafuertes cilíndricos y una gran espadaña. En su interior podemos admirar su bóveda de cañón, con las cuatro cruces de las cuatro órdenes militares, y un retablo barroco con la imagen de la Virgen de la Soledad.
- Ermita de San Antón: levantado en el siglo XVI nace como hospital, en ese tiempo nombrado como Hospital de San Sebastián. De aspecto popular y sencillo ha sufrido muchas remodelaciones.
- Ermita de San Marcos: para visitarlo debemos trasladarnos a la aldea de Peralvillo, pedanía de Miguelturra. Fue construido en el siglo XVIII conforme a un estilo sencillo y rural destacando su gran espadaña coronada por un nido de cigüeñas.

### Patrimonio civil
A pesar del daño causado al patrimonio civil desde comienzos de los años 70 hasta la actualidad debemos destacar:
- Sindicato Agrícola: más conocido como «el casino», es un edificio de principios del siglo XX reconstruido en el siglo XXI. De aspecto clásico, en él se celebraron más de un baile de Carnaval y sirvió de sala de juegos y de recreo para la población hasta la actualidad.
- Casa del Inquisidor: es un edificio situado en la calle Real de la población. Fue casa de la inquisición y destaca por su puerta sobre el cual hay un escudo. El edificio se encuentra en una lamentable situación de abandono.
- Casa de la Capellanía: es un edificio del siglo XVIII actualmente en proceso de remodelación y reconstrucción. En el interior existe un cuarto cuyas paredes están salpicadas de retratos de temas religiosos. La fachada responde a la tipología manchega tradicional con una cruz esculpida en el dintel.
- Fábrica de harinas: es un edificio de los años 20 del siglo XX. Utilizaba el llamado sistema Daverio importado de Suiza. El edificio es de ladrillo, de carácter sencillo, cuyo interior es bastante interesante pues muestra la maquinaria, la cual sigue intacta. En la actualidad está abandonado y en peligro de derrumbe.
- Casas solariegas: son pocas pero siguen guardando el carácter manchego. Destacan por sus balconadas, rejas de hierro forjado, algún que otro mirador. Algunos también poseen auténticos tesoros escondidos como patios columnados o bodegas.